# Andraca theae
Andraca theae is een vlinder uit de familie van de gevlamde vlinders (Endromidae). De wetenschappelijke naam van de soort werd voor het eerst geldig gepubliceerd in 1909 door Matsumura als Oreta theae.